# Château du Marais
Pour les articles homonymes, voir Château du Marais (Argenteuil) et Château du Marais (Nièvre).
Le château du Marais est un château français situé dans la commune du Val-Saint-Germain, près de Saint-Chéron, dans l'ancienne province de Hurepoix, aujourd'hui dans le département de l'Essonne, à trente-six kilomètres au sud-ouest de Paris.
Construit par l'architecte Jean-Benoît-Vincent Barré pour Jean Le Maître de La Martinière, trésorier général de l'Artillerie et du Génie, il est considéré comme l'un des plus remarquables exemples de château de style Louis XVI en région parisienne. 
Il a appartenu successivement aux Noailles, Castellane, Talleyrand-Périgord, Pourtalès et Frotier de Bagneux. Il a été acheté par Daniel Křetínský en juin 2022.

## Situation
Le château du Marais est bâti sur le territoire de l'actuelle commune du Val-Saint-Germain, sur la rive de la rivière la Rémarde qui alimente le bassin du parc. 
Précédemment se trouvait à cet endroit un château-fort appartenant à la famille Hurault.

## Architecture

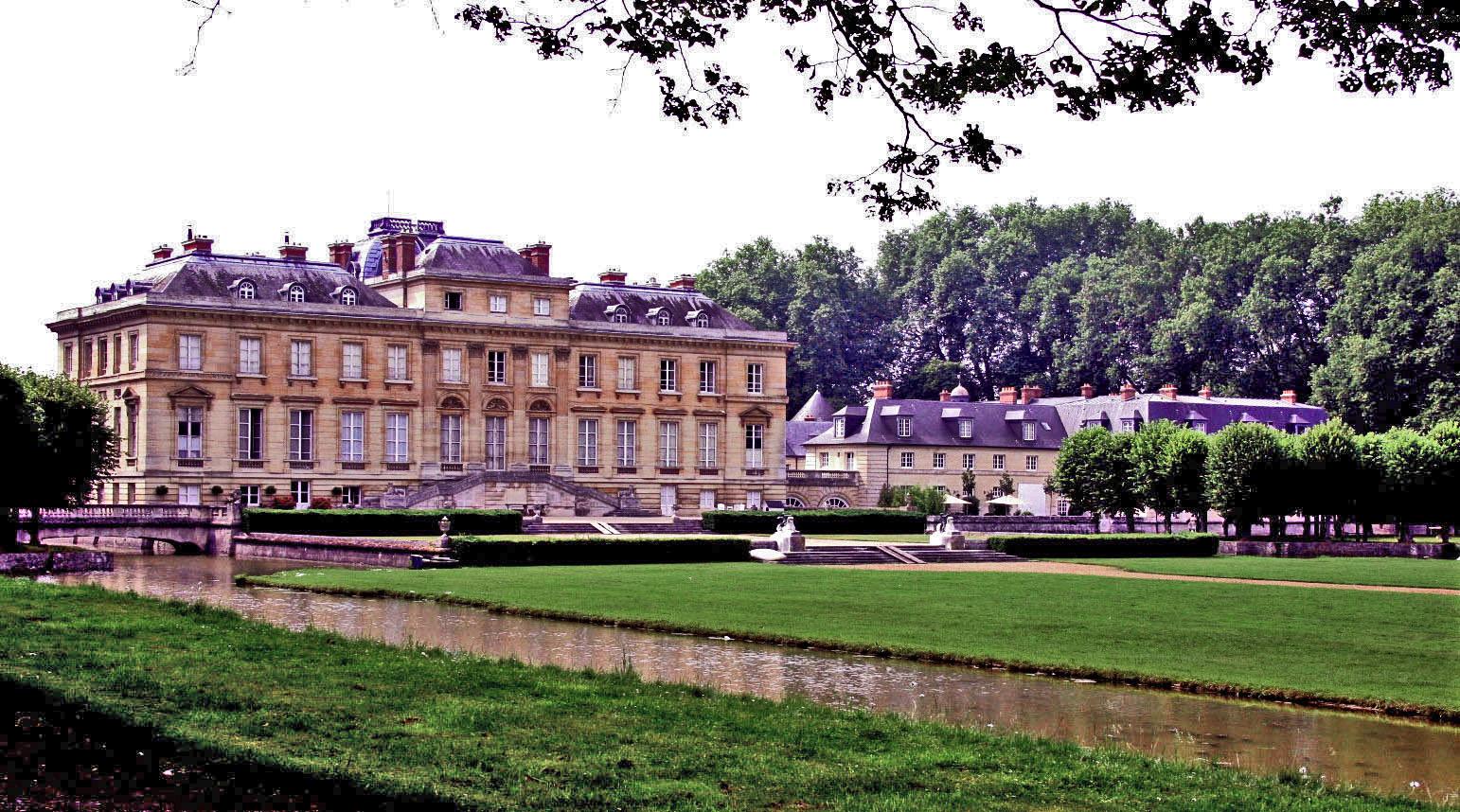

Boni de Castellane écrit dans ses mémoires que « Un des endroits où les principes constructifs d'équilibre sont le mieux appliqués est le château du Marais. [...] Son architecture est parfaite et logique. C'est bien par le milieu et non par le côté de la cour que l'on y pénètre. Le salon d'honneur est au centre du plan. Il est précédé par des pièces peu ornées, tandis que celles qui le suivent sont plus somptueuses parce que destinées à l'habitation. Des portraits que j'avais fait venir de Rochecotte après la mort de ma grand-mère peuplaient le château et lui donnaient l'air habité. »
Le château actuel a été édifié à l'extrémité orientale de la plate-forme entourée de fossés en eau qui constituaient la cour d'honneur de l'ancien château. Les angles nord-ouest et sud-ouest de cette plateforme comportent deux petits pavillons qui se situent à l'emplacement de ceux qui devaient déjà borner cette cour.
Le bâtiment principal, double en profondeur, est construit sur un plan rectangulaire. Le jeu des toitures et de légers décrochements de façade suggèrent les volumes traditionnels du château du XVIIIe siècle : un avant-corps central à cinq travées et des avant-corps latéraux à une seule travée.
La façade sur cour, la plus intéressante, comprend en sa partie centrale un portique composé de quatre colonnes doriques d'ordre colossal, surmonté d'un attique sommé d'un fronton et d'un dôme carré dont le dessin est repris de celui du Pavillon de l'Horloge du Louvre. Cette disposition est surprenante par ses proportions, même si ses différentes composantes sont attestées dans d'autres bâtiments antérieurs.
Sur la façade sur jardin, les colonnes sont remplacées par des pilastres d'ordre composite et le dôme carré par un toit en pavillon aplati, donnant un aspect beaucoup plus classique.
Au nord du château, une plateforme supporte les communs. Les bâtiments anciens ont ici été conservés, mais modernisés et unifiés. À l'angle Nord-Ouest, le vieux colombier a été préservé. Un pont enjambant le fossé relie les communs au château.
Le parc, qui avait été transformé à l'anglaise au début du XIXe siècle, a été recréé par Achille Duchêne entre 1903 et 1906 pour Boniface de Castellane. La grande pièce d’eau, élargissement d'un ancien canal, est alimentée par la Rémarde (affluent de l’Orge). À l'est, Duchêne a dessiné des parterres à la française sur une plate-forme entourée de fossés en eau.
Le château de la fin du XVIIIe siècle, qui conserve entre autres un rare mobilier Louis XVI estampillé d'origine, ses jardins à la française, le musée Talleyrand, le musée Chateaubriand et l'orangerie ne sont plus ouverts aux visites.

## Histoire
Au  XIIe siècle, les moines de l'abbaye des Vaux-de-Cernay, avaient défriché les forêts et asséché les marais. Le premier seigneur du lieu fut Jean de Saint-Germain en 1282. La famille des Saint-Germain fut alliée à la famille de Saint-Yon. 
Un acte de 1397 mentionne un manoir féodal dont on ne sait rien.
Au XVe siècle les deux seigneuries appartenaient à une même famille. Quand Antoine de Vigeais hérita de son père Jean, les maisons étaient en ruines et les fermiers avaient disparu. Il remit de l'ordre dans le domaine et construisit le deuxième château du Marais. 

### Famille Hurault
Un inventaire de 1507 décrit un bâtiment peu important qui fut acheté en 1516 par Jean Hurault, conseiller au parlement de Paris, qui le fit agrandir et fit planter le parc. Le domaine resta dans cette famille jusqu'en 1706.
Vers 1620 fut construit par Louis Hurault, seigneur du Marais, un troisième château composé d'un grand corps de logis précédé d'une vaste cour avec deux pavillons d'entrée de plan carré, le tout accessible par un pont en pierre franchissant des fossés remplis d'eau vive et inséré dans un parc. 
Ce parc comportait des parterres, des bosquets, des avenues, une grande pièce d'eau et un canal .
Il ne subsiste aujourd'hui de cette demeure que les communs, transformés en musée.

### Les Lemaître et leurs descendants
En 1706, le domaine est acquis par Pierre Henry Lemaître, qui exécute des réparations importantes, employant probablement son architecte, François Debias-Aubry.
Le 5 septembre 1767, ses héritiers le vendent pour plus de six cent mille livres à Jean Le Maître de La Martinière,  trésorier général de l'Artillerie et du Génie de 1758 à 1774, considérablement enrichi « dans le commerce des toiles avec les Flandres ».
L'acte d'acquisition dit que « La terre du Marais a un très beau château bâti à la moderne, composé d'un grand corps de logis entre cour et jardin ». Pourtant, Le Maître fait raser l'édifice en 1772 pour faire construire un nouveau château par l'architecte Jean-Benoît-Vincent Barré, travaux exécutés entre 1772 et 1779. On dit que[Qui ?] « pour être sûr d'avoir du neuf », le nouveau propriétaire alla jusqu'à faire détruire les matériaux provenant de la démolition de l'ancienne demeure. L'importance des travaux, les sommes considérables dépensées, le faste de la construction stupéfièrent les contemporains, tel le marquis de Bombelles qui nota dans son Journal : « Un homme qui, toute sa vie, était resté au milieu d'une grande fortune, extrêmement modeste, s'est tout à coup laissé aller à bâtir un château qui pourrait suffire à un prince de sang royal. Barré [...] s'est emparé de la confiance de M. Le Maître et lui a élevé des édifices dont la dépense passe, dit-on, de beaucoup la somme de deux millions ».
Entre autres meubles modernes de grande valeur, La Martinière y plaça une rare commode à décor d'inspiration chinoise estampillé par Roger Vandercruse dit Lacroix et Jean-Baptiste Leleu, qui fut vendue 4 215 500 francs à Paris le 17 juin 1994 ; elle figura dans son inventaire après sa mort en avril 1783 et resta sur place jusqu'au siècle suivant.
Sa nièce, Adélaïde Prévost (1755-1844) devenue par son mariage comtesse de La Briche et ainsi belle-sœur de la comtesse d'Epinay et de la comtesse d'Houdetot, ne devint propriétaire du domaine qu'en 1785, après négociation avec les cohéritiers, et y reçut des hommes de lettres et des hommes politiques: Florian, qui l'a connu chez monsieur Savalette de Lange (le beau-frère du président d'Hornoy) ou chez madame d'Houdetot avant 1785, sera un habitué des séjours de septembre entre 1786 et 1793. Ils entretinrent une correspondance pendant cette période,
À sa mort, en 1844, son héritage est recueilli par sa fille, Caroline, épouse du comte Molé, morte en 1845, puis par la fille de celle-ci, Clotilde Molé, marquise de La Ferté-Meun. Passionnée par les fleurs, cette dernière embellit le parc du Marais en y aménageant un jardin fleuriste. Elle meurt au Marais en 1872 et son époux en 1884. 
Le domaine revient à leur nièce, Clotilde de La Ferté-Meun (1831-1931), épouse en 1851 de Jules Charles Victurnien de Noailles (1826-1895), 4e duc d'Ayen puis 7e duc de Noailles. Également héritière du château de Champlatreux et de celui de La Roche Millay, la duchesse de Noailles met alors en vente celui du Marais.

### Anna Gould et ses descendants
En 1897, le château lui est acheté par le comte Boniface de Castellane (dit Boni) (1867-1932), époux depuis 1895 de la richissime héritière américaine, Anna Gould (1875-1961). Boni de Castellane fait alors dessiner par le paysagiste Achille Duchêne les remarquables jardins à la française.
Après leur divorce le 5 novembre 1906, Anna Gould conserve le château et se remarie avec Hélie de Talleyrand-Périgord (1858-1937), prince de Sagan, descendant d’Archambaud de Talleyrand-Périgord, frère cadet de Charles-Maurice de Talleyrand (1754-1838), ecclésiastique, diplomate et homme d’État sous le Premier Empire et la Restauration. Hélie de Talleyrand-Périgord était le cousin du premier époux d'Anna Gould.
En 1914 y fut aménagée une salle de bains aux parois revêtues de céramiques de la maison Gentil et Bourdet (anciens élèves de Victor Laloux) créée en 1901 à Boulogne-sur-Seine.
Le château passe ensuite à leur fille, Violette de Talleyrand-Périgord (1915-2003), qui épouse en 1937 le comte James de Pourtalès (1911-1996), puis en  mars 1969 Gaston Palewski (1901-1984). Le 26 mars 1965, le domaine est partiellement classé au titre des monuments historiques.
Gaston Palewski aménage un musée dans les communs du château. En 1983-1984, le château fait l'objet d'une procédure de redressement par les services fiscaux. La valeur imposable du bien, monument historique, a été considérablement minorée dans la déclaration d'impôt sur les grandes fortunes. Gaston Palewski intervient alors auprès du président François Mitterrand et il obtient que ce type de bien soit à l'avenir exonéré d'IGF[Quoi ?][réf. nécessaire].
À sa mort, le domaine passa à leur fille, Anna Frotier de Bagneux, et leur fils cadet, le comte Charles-Maurice de Pourtalès (1945-2011).
Le château devenu trop lourd à entretenir, les familles Frotier de Bagneux et Pourtalès, détentrices du domaine depuis plus d'un siècle, ont dû se résoudre à le vendre en juin 2022.

### Vente de souvenirs historiques
Dans la vente aux enchères publiques d'une partie du mobilier du château qui a eu lieu à Paris en novembre 2022 figurait une rare série de vingt-deux assiettes en porcelaine de Sèvres, issue d'une suite de trente-six « assiettes plates fond agate, paysages Vues de France » qui, en 1825, fut livrée comme présent au duc de Polignac, alors ambassadeur de France en Grande-Bretagne. Ce service, peint par les sieurs Langlacé, Lebel, Achille et Poupart, fut présenté à l'exposition des produits des manufactures royales au palais du Louvre le 1er janvier 1826.

### Daniel Křetínský
En juin 2022, le milliardaire tchèque Daniel Křetínský se porte acquéreur du château,, considéré comme l’un des plus beaux édifices de style Louis XVI en France, pour un montant de 43 millions d'euros. Cette opération a été menée conjointement avec Jiří Šmejc, un autre homme d'affaires tchèque.
La mairie du Val-Saint-Germain, bien que disposant d'un droit de préemption, n'a pas souhaité s'en prévaloir.
Le projet des deux milliardaires est de faire de ce domaine historique un hôtel de luxe, en rénovant complètement l'intérieur du château, en menant des travaux prévus pour durer au moins quatre ans ; la réalisation de ces travaux a été confiée à l'agence d'architecture Perrot et Richard, architectes. Ils souhaitent également développer des activités équestres dans le parc de quarante hectares. Ces projets devront respecter le Code du patrimoine, puisque le château, une partie du parc boisé et tous les plans d’eau sont classés monuments historiques. La propriété sera donc désormais fermée au public.

## Dans la culture
Le château est utilisé comme décor dans la série produite et diffusée par Netflix : La Révolution.

## Hôtes célèbres
- Florian
- Charles-Maurice de Talleyrand-Périgord
- Sainte-Beuve
- Prosper Mérimée
- François-René de Chateaubriand
- Arthur Wellesley de Wellington
- Gaston Palewski (1901-1984), ancien directeur de cabinet puis ministre du général de Gaulle et président du Conseil constitutionnel, mort au château du Marais